# Kiril Nababkin
Kiril Anatólievich Nababkin (en ruso: Кирилл Анатольевич Набабкин, Moscú, Rusia, 8 de septiembre de 1986) es un futbolista ruso. Juega de defensa y su equipo es el F. K. SKA Rostov del Don.

## Selección nacional
Ha sido internacional con la selección de fútbol de Rusia en 5 ocasiones. Debutó el 1 de junio de 2012, en un encuentro amistoso ante la selección de Italia que finalizó con marcador de 3-0 a favor de los rusos.

### Participaciones en Eurocopas
| Eurocopa      | Sede              | Resultado    |
| ------------- | ----------------- | ------------ |
| Eurocopa 2012 | Polonia y Ucrania | Primera fase |

## Clubes
| Club                     | País  | Año       |
| ------------------------ | ----- | --------- |
| F. C. Moscú              | Rusia | 2004-2009 |
| P. F. C. CSKA Moscú      | Rusia | 2010-2024 |
| F. K. SKA Rostov del Don | Rusia | 2024-     |

## Palmarés

### Campeonatos nacionales
| Título                | Club                | País  | Año  |
| --------------------- | ------------------- | ----- | ---- |
| Copa de Rusia         | P. F. C. CSKA Moscú | Rusia | 2011 |
| Liga Premier de Rusia | P. F. C. CSKA Moscú | Rusia | 2013 |
| Copa de Rusia         | P. F. C. CSKA Moscú | Rusia | 2013 |
| Supercopa de Rusia    | P. F. C. CSKA Moscú | Rusia | 2013 |
| Liga Premier de Rusia | P. F. C. CSKA Moscú | Rusia | 2014 |
| Supercopa de Rusia    | P. F. C. CSKA Moscú | Rusia | 2014 |
| Liga Premier de Rusia | P. F. C. CSKA Moscú | Rusia | 2016 |
| Supercopa de Rusia    | P. F. C. CSKA Moscú | Rusia | 2018 |
| Copa de Rusia         | P. F. C. CSKA Moscú | Rusia | 2023 |